# انعكاس (سياسة)
الانعكاس (لغة يقال عكس البعير إذ جذب رأسها إليه لترجع القهقرى (—تاج العروس—)؛ بالإنجليزية blowback ارتجاع أسطوانة المسدس عند إطلاق الرصاص) في السياسات والعمليات السرية هو حصول عواقب غير مقصودة وغير مرغوب فيها وتداعيات لمنفذيها.